# Nodozana coresa
Nodozana coresa là một loài bướm đêm thuộc phân họ Arctiinae, họ Erebidae.